# Деттенгаузен
Деттенгаузен (нім. Dettenhausen) — громада в Німеччині, знаходиться в землі Баден-Вюртемберг. Підпорядковується адміністративному округу Тюбінген. Входить до складу району Тюбінген.
Площа — 11,02 км2. Населення становить 5416 ос. (станом на 31 грудня 2020).